# Рајчиновића бања
Рајчиновића бања је термална бања у склопу хидрогеотермалног система Новопазарске Бање.
Бања се састоји од три топла изора. Вода из бунара у базену има температуру 30 °C, из прве бушотине 42 °C, а из друге на дубини од 40 м 38 °C. Комбинованом употребом ових вода и природним хлађењем може се постићи погодно термичко стање без вештачког хлађења, што увећава терапеутску вредност ових вода.
Капацитет ових бунара у време зимске сезоне је вечи али је минерализација воде мања и опада с повећањем капацитета. За време лета је веома мали капацитет, а минерализација већа. Општи капацитет хладних минералних вода процјењује се на око 3.500 литара у 24 часа.
Рајчиновића бања се препоручује за лечење обољења органа за варења, јетре и жучних путева, бубрега и мокраћних путева, поремећаји црева, уколико су секундарни одређеним поремећајима јетре и црева, као и поремећаји метаболизма и шећерна хористурична и аксоломична дијатеза.